# 沖繩縣燈塔列表
本列表列出沖繩縣所有燈塔、照射燈及燈標等光波標識。

## 燈塔
| - 那覇港右舷燈塔 - 喜屋武埼燈塔 ：沖繩縣糸滿市喜屋武埼 - ルカン礁燈塔 ：沖繩縣糸滿市之西北西方約14km - 神山島燈塔 ：沖繩縣島尻郡渡嘉敷村神山島 - 殘波岬燈塔 ：沖繩縣中頭郡讀谷村殘波岬 - 久高島燈塔 ：沖繩縣南城市久高島 - 知名埼燈塔 ：沖繩縣南城市知名埼 - 平曾根燈塔 ：沖繩縣金武中城港平曽根 - 津堅島燈塔 ：沖繩縣宇流麻市津堅島 - 勝連埼燈塔 ：沖繩縣宇流麻市勝連埼 - 伊計島燈塔 ：沖繩縣宇流麻市伊計島 - 伊江島燈塔 ：沖繩縣國頭郡伊江村伊江島 - 備瀬埼燈塔 ：沖繩縣國頭郡本部町備瀬埼 - 水納島燈塔 ：沖繩縣國頭郡本部町水納島 - 瀬底島燈塔 ：沖繩縣國頭郡本部町瀬底島 | - 古宇利島燈塔 ：沖繩縣國頭郡今歸仁村古宇利島 - 北大東島燈塔 ：沖繩縣島尻郡北大東村北大東島 - 御神岬燈塔 ：沖繩縣島尻郡久米島町御神岬 - 渡名喜港燈塔 ：沖繩縣島尻郡渡名喜村出砂島 - 粟國島燈塔 ：沖繩縣島尻郡粟國村粟國島 - 嘉比島燈塔 ：沖繩縣縣島尻郡座間味村嘉比島 - 牛之島燈塔 ：沖繩縣島尻郡座間味村牛之島 - 阿波連埼燈塔 ：沖繩縣島尻郡渡嘉敷村阿波連埼 - 端島燈塔 ：沖繩縣島尻郡渡嘉敷村端島 - 伊平屋島燈塔 ：沖繩縣島尻郡伊平屋村田名埼 - 長島燈塔 ：沖繩縣名護市長島 - 高墓埼燈塔 ：沖繩縣名護市高墓埼 - 瀬嵩埼燈塔 ：沖繩縣國頭郡國頭村瀬嵩埼 - 邊戸岬燈塔 ：沖繩縣國頭郡國頭村邊戶岬 - 釣魚台燈塔 ：沖繩縣石垣市魚釣島 |

## 防波堤燈塔
| - 那覇港新港第一防波堤南燈塔 - 那覇新港船だまり防波堤燈塔 - 那覇港新港第一防波堤北燈塔 - 那覇港浦添北内防波堤燈塔 - 與根港第二防波堤燈塔 - 宜野灣港北防波堤燈塔 - 都屋港第二沖防波堤南燈塔 - 前兼久港北防波堤燈塔 - 金武中城港安座真地區外防波堤燈塔 - 金武中城港海野北防波堤燈塔 - 金武中城港馬天北防波堤燈塔 - 當添港北防波堤燈塔 - 金武中城港津堅北防波堤燈塔 - 金武中城港泡瀬波除防波堤燈塔 - 金武中城港中城新港西防波堤東燈塔 - 金武中城港中城新港東防波堤西燈塔 - 金武中城港平敷屋沖防波堤南燈塔 - 金武中城港濱地區防波堤燈塔 | - 伊江港南防波堤燈塔 - 渡久地港本部防波堤燈塔 - 渡久地港南防波堤燈塔 - 渡久地港北防波堤燈塔 - 古宇利港沖防波堤東燈塔 - 鳥島港南防波堤燈塔 - 仲里港北防波堤燈塔 - 阿嘉港第一防波堤燈塔 - 座間味港外防波堤燈塔 - 阿波連港第一防波堤燈塔 - 渡嘉敷港南防波堤燈塔 - 前泊港我喜屋地區防波堤燈塔 - 伊平屋港東防波堤燈塔 - 仲田港東防波堤燈塔 - 琉球名護港南防波堤燈塔 - 東港南防波堤Ａ燈塔 - 邊土名港沖防波堤燈塔 |

## 燈標
| - 那覇港左舷燈標 - 那覇港泊第二號燈標 - 那覇港泊第一號燈標 - 那覇港倭口第四號燈標 - 那覇港倭口第二號燈標 - トコマサリ礁燈標 - ムーキ燈標 - 與根港第二號燈標 - 與根港第四號燈標 - 琉球大瀬燈標 - クエフ島南方燈標 - ナガンヌ島南西方燈標 - ナガンヌ島北西方燈標 - 濱川港第二號燈標 - 嘉手納港第二號燈標 - 嘉手納港第三號燈標 - 嘉手納港第四號燈標 - 前兼久第一號燈標 - 前兼久港第三號燈標 - 恩納港第二號燈標 - 恩納港第三號燈標 - 港川港第三號燈標 - 港川港第二號燈標 - 奥武港第二號燈標 - 奥武港第五號燈標 - 奥武港第四號燈標 - 志喜屋港第六號燈標 - 志喜屋港第四號燈標 - 志喜屋港第二號燈標 | - 琉球平瀬號燈 - 德仁港口號燈 - 金武中城港ウンタク燈標 - 金武中城港中城濱第三號燈標 - 金武中城港中城濱第二號燈標 - 金武中城港濱比嘉口燈標 - 伊計島南方燈標 - メングイ礁燈標 - 金武中城港石川第四號燈標 - 琉球中之瀬燈標 - 水納港第四號燈標 - 水納港第二號燈標 - 鳥島港燈標 - 兼城港第一號燈標 - 兼城港第二號燈標 - 兼城港第三號燈標 - 渡名喜港第二號燈標 - 渡名喜港第四號燈標 - 阿嘉港西口燈標 - 座間味平瀬燈標 - 慶良間黒島南方燈標 - 慶良間前島南方燈標 - 前泊港第一號燈標 - 伊是名港第一號燈標 - 伊是名港第二號燈標 - 伊是名港第三號燈標 - 勢理客港第一號燈標 - 勢理客港第二號燈標 - 屋那覇島東方燈標 |

## 關連項目
- 航路標識
- 燈質
- 港口
- 日本燈塔列表